# 2017–2018-as EHF-bajnokok ligája (egyenes kieséses szakasz)
Ez a cikk ismerteti a 2017–2018-as EHF-bajnokok ligája egyenes kieséses szakaszának eredményeit.

## Résztvevők
A csoportkörből 14 csapat jutott az egyenes kieséses szakaszba. Az A és B csoport győztese automatikusan a negyeddöntőbe jutott, a többi 12 csapat egy oda-visszavágós párharc megnyerésével juthat a legjobb 8 közé.
| Csoport                               | Nyolcaddöntőbe jutott | Legjobb 14 csapat közé került | Legjobb 14 csapat közé került | Legjobb 14 csapat közé került | Legjobb 14 csapat közé került | Legjobb 14 csapat közé került |                             |
| Csoport                               | 1. helyezett          | 2. helyezett                  | 3. helyezett                  | 4. helyezett                  | 5. helyezett                  | 6. helyezett                  |                             |
| ------------------------------------- | --------------------- | ----------------------------- | ----------------------------- | ----------------------------- | ----------------------------- | ----------------------------- | --------------------------- |
| A csoport                             | Vardar Szkopje        | FC Barcelona                  | HBC Nantes                    | Rhein-Neckar Löwen            | Pick Szeged                   | IFK Kristianstad              |                             |
| B csoport                             | Paris Saint-Germain   | Telekom Veszprém KC           | Flensburg-Handewitt           | THW Kiel                      | Vive Tauron Kielce            | Meskov Breszt                 |                             |
| C és D csoport rájátszásának győztese |                       | Skjern Håndbold Montpellier   | Skjern Håndbold Montpellier   | Skjern Håndbold Montpellier   | Skjern Håndbold Montpellier   | Skjern Håndbold Montpellier   | Skjern Håndbold Montpellier |

## Nyolcaddöntők
A nyolcaddöntőkben az első mérkőzést a rosszabb csoporthelyezéssel érkező csapat otthonában rendezték, a visszavágó pedig a jobb csoporthelyezést elérő csapat otthonában volt. Egyetlen kivétellel, ugyanis a THW Kiel és a Pick Szeged a német csapat bajnoki mérkőzése miatt felcserélte a pályaválasztói jogot.
| 1. csapat          | Össz. | 2. csapat              | 1. mérk. | 2. mérk. |
| ------------------ | ----- | ---------------------- | -------- | -------- |
| Montpellier        | 56–55 | FC Barcelona           | 28–25    | 28–30    |
| Skjern Håndbold    | 61–59 | Telekom Veszprém KC    | 32–25    | 29–34    |
| Meskov Breszt      | 52–60 | HBC Nantes             | 24–32    | 28–28    |
| IFK Kristianstad   | 46–53 | SG Flensburg-Handewitt | 22–26    | 24–27    |
| Vive Tauron Kielce | 77–47 | Rhein-Neckar Löwen     | 41–17    | 36–30    |
| THW Kiel           | 56–50 | Pick Szeged            | 29–22    | 27–28    |

| 2018. március. 25. 17:00 | Montpellier      | 28–25       | FC Barcelona | Palais des Sports René Bougnol, Montpellier Nézőszám: 3200 Játékvezetők: Nikolov, Nachevski (MKD) |
| 2018. március. 25. 17:00 | Truchanovicius 8 | (13–13)     | N’Guessan 7  | Palais des Sports René Bougnol, Montpellier Nézőszám: 3200 Játékvezetők: Nikolov, Nachevski (MKD) |
| 2018. március. 25. 17:00 | 2× 3×            | Jegyzőkönyv | 3× 3×        | Palais des Sports René Bougnol, Montpellier Nézőszám: 3200 Játékvezetők: Nikolov, Nachevski (MKD) |

| 2018. március. 31. 18:30 | FC Barcelona    | 30–28       | Montpellier  | Palau Blaugrana, Barcelona Nézőszám: 5114 Játékvezetők: Geipel, Helbig (GER) |
| 2018. március. 31. 18:30 | három játékos 5 | (15–14)     | Richardson 7 | Palau Blaugrana, Barcelona Nézőszám: 5114 Játékvezetők: Geipel, Helbig (GER) |
| 2018. március. 31. 18:30 | 2× 3×           | Jegyzőkönyv | 4× 3×        | Palau Blaugrana, Barcelona Nézőszám: 5114 Játékvezetők: Geipel, Helbig (GER) |

| 2018. március. 25. 16:50 | Skjern Håndbold     | 32–25       | Telekom Veszprém KC | Skjern Bank Arena, Skjern Nézőszám: 3200 Játékvezetők: Gousko, Repkin (BLR) |
| 2018. március. 25. 16:50 | Olsson, Rasmussen 6 | (17–13)     | Marguč 6            | Skjern Bank Arena, Skjern Nézőszám: 3200 Játékvezetők: Gousko, Repkin (BLR) |
| 2018. március. 25. 16:50 | 1× 3×               | Jegyzőkönyv | 1× 3×               | Skjern Bank Arena, Skjern Nézőszám: 3200 Játékvezetők: Gousko, Repkin (BLR) |

| 2018. március. 31. 17:30 | Telekom Veszprém KC | 34–29       | Skjern Håndbold | Veszprém Aréna, Veszprém Nézőszám: 5080 Játékvezetők: Pichon, Reveret (FRA) |
| 2018. március. 31. 17:30 | Nenadić 9           | (16–13)     | Eggert 7        | Veszprém Aréna, Veszprém Nézőszám: 5080 Játékvezetők: Pichon, Reveret (FRA) |
| 2018. március. 31. 17:30 | 9× 3×               | Jegyzőkönyv | 4× 3×           | Veszprém Aréna, Veszprém Nézőszám: 5080 Játékvezetők: Pichon, Reveret (FRA) |

| 2018. március. 24. 17:30 | Meskov Breszt | 24–32       | HBC Nantes      | Universal Sports Complex Victoria, Breszt Nézőszám: 3740 Játékvezetők: Erdoğan, Özdeniz (TUR) |
| 2018. március. 24. 17:30 | Razgor 5      | (14–16)     | Hansen, Klein 6 | Universal Sports Complex Victoria, Breszt Nézőszám: 3740 Játékvezetők: Erdoğan, Özdeniz (TUR) |
| 2018. március. 24. 17:30 | 3× 1×         | Jegyzőkönyv | 2× 3×           | Universal Sports Complex Victoria, Breszt Nézőszám: 3740 Játékvezetők: Erdoğan, Özdeniz (TUR) |

| 2018. április. 01. 17:00 | HBC Nantes | 28–28       | Meskov Breszt | Parc des expositions de la Beaujoire, Nantes Nézőszám: 4438 Játékvezetők: Lah, Sok (SLO) |
| 2018. április. 01. 17:00 | Tournat 6  | (14–17)     | Sumak 7       | Parc des expositions de la Beaujoire, Nantes Nézőszám: 4438 Játékvezetők: Lah, Sok (SLO) |
| 2018. április. 01. 17:00 | 1× 3×      | Jegyzőkönyv | 3× 2×         | Parc des expositions de la Beaujoire, Nantes Nézőszám: 4438 Játékvezetők: Lah, Sok (SLO) |

| 2018. március. 24. 18:00 | IFK Kristianstad | 22–26       | Flensburg-Handewitt | Kristianstad Arena, Kristianstad Nézőszám: 5178 Játékvezetők: Marín, García (ESP) |
| 2018. március. 24. 18:00 | Lagergren 6      | (12–11)     | Wanne 8             | Kristianstad Arena, Kristianstad Nézőszám: 5178 Játékvezetők: Marín, García (ESP) |
| 2018. március. 24. 18:00 | 5× 2×            | Jegyzőkönyv | 6× 2×               | Kristianstad Arena, Kristianstad Nézőszám: 5178 Játékvezetők: Marín, García (ESP) |

| 2018. március. 28. 19:00 | Flensburg-Handewitt | 27–24       | IFK Kristianstad | Flens Arena, Flensburg Nézőszám: 5221 Játékvezetők: Herczeg, Südi (HUN) |
| 2018. március. 28. 19:00 | Svan 5              | (13–9)      | Lipovac 7        | Flens Arena, Flensburg Nézőszám: 5221 Játékvezetők: Herczeg, Südi (HUN) |
| 2018. március. 28. 19:00 | 1× 3×               | Jegyzőkönyv | 2× 3×            | Flens Arena, Flensburg Nézőszám: 5221 Játékvezetők: Herczeg, Südi (HUN) |

| 2018. március. 24. 16:00 | Vive Tauron Kielce | 41–17       | Rhein-Neckar Löwen | Hala Legionów, Kielce Nézőszám: 4100 Játékvezetők: Baďura, Ondogrecula (SVK) |
| 2018. március. 24. 16:00 | Jurecki, Štrlek 7  | (21–8)      | Keller 5           | Hala Legionów, Kielce Nézőszám: 4100 Játékvezetők: Baďura, Ondogrecula (SVK) |
| 2018. március. 24. 16:00 | 3× 1×              | Jegyzőkönyv | 6× 2×              | Hala Legionów, Kielce Nézőszám: 4100 Játékvezetők: Baďura, Ondogrecula (SVK) |

| 2018. április. 01. 19:00 | Rhein-Neckar Löwen | 30–36       | Vive Tauron Kielce    | SAP Arena, Mannheim Nézőszám: 4425 Játékvezetők: Elíasson, Pálsson (ISL) |
| 2018. április. 01. 19:00 | Schmid 8           | (18–16)     | Dujsebajev, Jurecki 5 | SAP Arena, Mannheim Nézőszám: 4425 Játékvezetők: Elíasson, Pálsson (ISL) |
| 2018. április. 01. 19:00 | 3× 3×              | Jegyzőkönyv | 4× 4×                 | SAP Arena, Mannheim Nézőszám: 4425 Játékvezetők: Elíasson, Pálsson (ISL) |

| 2018. március. 21. 19:00 | THW Kiel | 29–22       | Pick Szeged | Sparkassen-Arena, Kiel Nézőszám: 8500 Játékvezetők: Nikolić, Stojković (SRB) |
| 2018. március. 21. 19:00 | Vujin 8  | (14–14)     | Bánhidi 5   | Sparkassen-Arena, Kiel Nézőszám: 8500 Játékvezetők: Nikolić, Stojković (SRB) |
| 2018. március. 21. 19:00 | 4× 4×    | Jegyzőkönyv | 3× 3×       | Sparkassen-Arena, Kiel Nézőszám: 8500 Játékvezetők: Nikolić, Stojković (SRB) |

| 2018. április. 01. 17:00 | Pick Szeged | 28–27       | THW Kiel  | Városi Sportcsarnok, Szeged Nézőszám: 3200 Játékvezetők: Gjeding, Hansen (DEN) |
| 2018. április. 01. 17:00 | Källman 6   | (12–13)     | Wiencek 9 | Városi Sportcsarnok, Szeged Nézőszám: 3200 Játékvezetők: Gjeding, Hansen (DEN) |
| 2018. április. 01. 17:00 | 5× 1×       | Jegyzőkönyv | 5× 3×     | Városi Sportcsarnok, Szeged Nézőszám: 3200 Játékvezetők: Gjeding, Hansen (DEN) |

## Negyeddöntők
| 1. csapat           | Össz. | 2. csapat           | 1. mérk. | 2. mérk. |
| ------------------- | ----- | ------------------- | -------- | -------- |
| THW Kiel            | 56–56 | Vardar Szkopje      | 28–29    | 28–27    |
| Vive Tauron Kielce  | 60–69 | Paris Saint-Germain | 28–34    | 32–35    |
| Flensburg-Handewitt | 45–57 | Montpellier         | 28–28    | 17–29    |
| HBC Nantes          | 60–54 | Skjern Håndbold     | 33–27    | 27–27    |

| 2018. április. 22. 17:00 | THW Kiel        | 28–29       | Vardar Szkopje  | Sparkassen-Arena, Kiel Nézőszám: 9500 Játékvezetők: Pichon, Reveret (FRA) |
| 2018. április. 22. 17:00 | három játékos 4 | (12–14)     | három játékos 5 | Sparkassen-Arena, Kiel Nézőszám: 9500 Játékvezetők: Pichon, Reveret (FRA) |
| 2018. április. 22. 17:00 | 4× 3×           | Jegyzőkönyv | 3× 1×           | Sparkassen-Arena, Kiel Nézőszám: 9500 Játékvezetők: Pichon, Reveret (FRA) |

| 2018. április. 29. 17:00 | Vardar Szkopje | 27–28       | THW Kiel        | Jane Sandanski Arena, Szkopje Nézőszám: 5500 Játékvezetők: Horáček, Novotný (CZE) |
| 2018. április. 29. 17:00 | Borozan 6      | (13–13)     | három játékos 5 | Jane Sandanski Arena, Szkopje Nézőszám: 5500 Játékvezetők: Horáček, Novotný (CZE) |
| 2018. április. 29. 17:00 | 4× 3×          | Jegyzőkönyv | 5× 3×           | Jane Sandanski Arena, Szkopje Nézőszám: 5500 Játékvezetők: Horáček, Novotný (CZE) |

| 2018. április. 21. 16:00 | Vive Tauron Kielce | 28–34       | Paris Saint-Germain | Hala Legionów, Kielce Nézőszám: 4200 Játékvezetők: Pavićević, Ražnatović (MNE) |
| 2018. április. 21. 16:00 | Dujshebaev 7       | (10–22)     | három játékos 5     | Hala Legionów, Kielce Nézőszám: 4200 Játékvezetők: Pavićević, Ražnatović (MNE) |
| 2018. április. 21. 16:00 | 4× 3× 1×           | Jegyzőkönyv | 4× 2×               | Hala Legionów, Kielce Nézőszám: 4200 Játékvezetők: Pavićević, Ražnatović (MNE) |

| 2018. április. 28. 17:30 | Paris Saint-Germain | 35–32       | Vive Tauron Kielce     | Halle Georges Carpentier, Párizs Nézőszám: 3500 Játékvezetők: Nikolov, Nachevski (MKD) |
| 2018. április. 28. 17:30 | Remili 9            | (17–15)     | Bielecki, Dujsebajev 5 | Halle Georges Carpentier, Párizs Nézőszám: 3500 Játékvezetők: Nikolov, Nachevski (MKD) |
| 2018. április. 28. 17:30 | 7× 4×               | Jegyzőkönyv | 7× 4×                  | Halle Georges Carpentier, Párizs Nézőszám: 3500 Játékvezetők: Nikolov, Nachevski (MKD) |

| 2018. április. 18. 19:00 | Flensburg-Handewitt | 28–28       | Montpellier | Flens Arena, Flensburg Nézőszám: 4503 Játékvezetők: Gubica, Milošević (CRO) |
| 2018. április. 18. 19:00 | három játékos 5     | (17–15)     | Fabregas 7  | Flens Arena, Flensburg Nézőszám: 4503 Játékvezetők: Gubica, Milošević (CRO) |
| 2018. április. 18. 19:00 | 1× 3×               | Jegyzőkönyv | 5× 1×       | Flens Arena, Flensburg Nézőszám: 4503 Játékvezetők: Gubica, Milošević (CRO) |

| 2018. április. 29. 19:00 | Montpellier  | 29–17       | Flensburg-Handewitt | Palais des Sports René Bougnol, Montpellier Nézőszám: 7500 Játékvezetők: Sondors, Līcis (LAT) |
| 2018. április. 29. 19:00 | Richardson 9 | (14–9)      | Svan 5              | Palais des Sports René Bougnol, Montpellier Nézőszám: 7500 Játékvezetők: Sondors, Līcis (LAT) |
| 2018. április. 29. 19:00 | 2× 3×        | Jegyzőkönyv | 5× 2×               | Palais des Sports René Bougnol, Montpellier Nézőszám: 7500 Játékvezetők: Sondors, Līcis (LAT) |

| 2018. április. 22. 19:00 | HBC Nantes | 33–27       | Skjern Håndbold | Parc des expositions de la Beaujoire, Nantes Nézőszám: 4600 Játékvezetők: Brunner, Salah (SUI) |
| 2018. április. 22. 19:00 | Balaguer 8 | (18–12)     | Olsson 6        | Parc des expositions de la Beaujoire, Nantes Nézőszám: 4600 Játékvezetők: Brunner, Salah (SUI) |
| 2018. április. 22. 19:00 | 3× 3×      | Jegyzőkönyv | 3× 2×           | Parc des expositions de la Beaujoire, Nantes Nézőszám: 4600 Játékvezetők: Brunner, Salah (SUI) |

| 2018. április. 29. 16:50 | Skjern Håndbold | 27–27       | HBC Nantes | Skjern Bank Arena, Skjern Nézőszám: 3264 Játékvezetők: Geipel, Helbig (GER) |
| 2018. április. 29. 16:50 | Søndergaard 8   | (12–15)     | Gurbindo 6 | Skjern Bank Arena, Skjern Nézőszám: 3264 Játékvezetők: Geipel, Helbig (GER) |
| 2018. április. 29. 16:50 | 4× 2×           | Jegyzőkönyv | 4× 4×      | Skjern Bank Arena, Skjern Nézőszám: 3264 Játékvezetők: Geipel, Helbig (GER) |

## Final Four

### Elődöntők
| 2018. május. 26. 15:15 | HBC Nantes         | 32–28       | Paris Saint-Germain | Lanxess Arena, Köln Nézőszám: 19250 Játékvezetők: Gjeding, Hansen (DEN) |
| 2018. május. 26. 15:15 | Lazarov, Tournat 8 | (17–14)     | Remili 6            | Lanxess Arena, Köln Nézőszám: 19250 Játékvezetők: Gjeding, Hansen (DEN) |
| 2018. május. 26. 15:15 | 5× 1×              | Jegyzőkönyv | 4× 2×               | Lanxess Arena, Köln Nézőszám: 19250 Játékvezetők: Gjeding, Hansen (DEN) |

| 2018. május. 26. 18:00 | Vardar Szkopje     | 27–28       | Montpellier | Lanxess Arena, Köln Nézőszám: 19250 Játékvezetők: Elíasson, Pálsson (ISL) |
| 2018. május. 26. 18:00 | Borozan, Cindrić 6 | (11–14)     | Porte 8     | Lanxess Arena, Köln Nézőszám: 19250 Játékvezetők: Elíasson, Pálsson (ISL) |
| 2018. május. 26. 18:00 | 2× 4×              | Jegyzőkönyv | 4× 3×       | Lanxess Arena, Köln Nézőszám: 19250 Játékvezetők: Elíasson, Pálsson (ISL) |

### Harmadik helyért
| 2018. május. 27. 15:15 | Paris Saint-Germain | 29–28       | Vardar Szkopje | Lanxess Arena, Köln Nézőszám: 19250 Játékvezetők: Lah, Sok (SLO) |
| 2018. május. 27. 15:15 | Remili 9            | (14–15)     | Cindrić 7      | Lanxess Arena, Köln Nézőszám: 19250 Játékvezetők: Lah, Sok (SLO) |
| 2018. május. 27. 15:15 | 5× 3×               | Jegyzőkönyv | 4× 2× 1×       | Lanxess Arena, Köln Nézőszám: 19250 Játékvezetők: Lah, Sok (SLO) |

### Döntő
| 2018. május. 27. 18:00 | HBC Nantes | 26–32       | Montpellier         | Lanxess Arena, Köln Nézőszám: 19250 Játékvezetők: López, Ramírez (ESP) |
| 2018. május. 27. 18:00 | Lazarov 6  | (13–16)     | Fabregas, Simonet 6 | Lanxess Arena, Köln Nézőszám: 19250 Játékvezetők: López, Ramírez (ESP) |
| 2018. május. 27. 18:00 | 2× 2×      | Jegyzőkönyv | 3× 1×               | Lanxess Arena, Köln Nézőszám: 19250 Játékvezetők: López, Ramírez (ESP) |